# Командний чемпіонат світу зі спортивної ходьби 2024
Командний чемпіонат світу зі спортивної ходьби 2024 був проведений 21 квітня в Анталії на шосейній трасі, що була прокладена вулицями міста.
Рішення про надання Анталії права проводити чемпіонат було анонсовано у березні 2023.
На чемпіонаті атлети змагалися у двох вікових категоріях — дорослій та юніорській (у віці до 20 років) — на трьох дистанціях: 20 км та у марафонській естафеті (серед дорослих) та 10 км (серед юніорів). За регламентом цих змагань, 35-кілометрова дистанція ходьби (яка прийшла на заміну 50-кілометровій та дебютувала на командному чемпіонаті-2022) була замінена на змішану естафетну ходьбу на марафонській дистанції. У кожній естафетній команді брали участь по одному чоловіку та жінці, які почергово (чоловік → жінка → чоловік → жінка) долали на дистанції етапи приблизно однакової довжини (по 10+ км). Перші 22 команди на фініші естафетної ходьби отримали право на участь в аналогічній олімпійській дисципліні на Олімпіаді-2024.
У розрізі дисциплін ходьби на 10 та 20 км медалі розігрувалися в особистій та командній першостях серед чоловіків та жінок.
За регламентом змагань, кожна країна мала право виставити до п'яти спортсменів в кожному з дорослих зах́одів на 20 км та до трьох — в юніорській дисципліні на 10 км. Найкращі країни в командному заліку визначалися за сумою місць трьох найкращих спортсменів серед дорослих та двох найкращих серед юніорів.
Розклад дисциплін чемпіонату був затверджений у грудні 2023.

## Призери

### Чоловіки
| Першість | Золото                                                             | Золото                 | Срібло                                                                | Срібло             | Бронза                                                                                     | Бронза              |
| -------- | ------------------------------------------------------------------ | ---------------------- | --------------------------------------------------------------------- | ------------------ | ------------------------------------------------------------------------------------------ | ------------------- |
| Особиста | Персеус Карлстрем Швеція                                           | 1:18.49                | Пол Мак-Грат Іспанія                                                  | 1:19.14            | Дієго Гарсія Іспанія                                                                       | 1:19.51             |
| Командна | ІспаніяПол Мак-Грат Дієго Гарсія Альваро Лопес Іван Лопес Марк Тур | 13 очок2 3 8 (28) (29) | ЯпоніяКога Юта Маруо Сатосі Нода Томохіро Йосікава Кенто Хаманісі Рьо | 264 9 13 (18) (52) | ІталіяРіккардо Орсоні Джанлука Пікйотіно Мікеле Антонеллі Андреа Агрусті Емільяно Бріганте | 337 12 14 (32) (33) |

| Першість | Золото                            | Золото         | Срібло                                         | Срібло     | Бронза                                           | Бронза      |
| -------- | --------------------------------- | -------------- | ---------------------------------------------- | ---------- | ------------------------------------------------ | ----------- |
| Особиста | Айзек Бікрофт Австралія           | 39.56 AU20R    | Ші Шензці КНР                                  | 39.57      | Ло Цзявей КНР                                    | 40.03       |
| Командна | КНРШі Шензці Ло Цзявей Лі Ченьцзе | 5 очок2 3 (11) | ЯпоніяОсака Сотаро Йосіджака Тайсей Сімода Юкі | 104 6 (16) | АвстраліяАйзек Бікрофт Райлі Кофлен Макрус Вакім | 141 13 (15) |

### Жінки
| Першість | Золото                                          | Золото                 | Срібло                                              | Срібло   | Бронза                                                             | Бронза        |
| -------- | ----------------------------------------------- | ---------------------- | --------------------------------------------------- | -------- | ------------------------------------------------------------------ | ------------- |
| Особиста | Кімберлі Гарсія Леон Перу                       | 1:27.12                | Ма Чженься КНР                                      | 1:27.55  | Еріка Сена Бразилія                                                | 1:29.22 SB    |
| Командна | КНРМа Чженься Цзі Хаїн Ші Юйся Інь Ламей Пен Лі | 15 очок2 6 7 (12) (20) | ПеруКімберлі Гарсія Леон Евелін Інга Марі Лус Андія | 151 4 10 | ІспаніяЛідія Санчес-Пуебло Антія Шамоза Паула Хуарес Лусія Редондо | 318 9 14 (21) |

| Першість | Золото                                                 | Золото        | Срібло                             | Срібло    | Бронза                                              | Бронза    |
| -------- | ------------------------------------------------------ | ------------- | ---------------------------------- | --------- | --------------------------------------------------- | --------- |
| Особиста | Ян Січжень КНР                                         | 45.06         | Альдара Мейлан Іспанія             | 45.12     | Софія Сантакреу Іспанія                             | 45.17 PB  |
| Командна | ІспаніяАльдара Мейлан Софія Сантакреу Грізельда Серрет | 5 очок2 3 (6) | КНРЯн Січжень Чень Мейлін До Цзецо | 61 5 (11) | ІталіяДжулія Габріеле Серена ді Фабіо Мікелле Канто | 114 7 (9) |

### Змішана дисципліна
| Першість              | Золото                                        | Золото     | Срібло                        | Срібло     | Бронза                                  | Бронза  |
| --------------------- | --------------------------------------------- | ---------- | ----------------------------- | ---------- | --------------------------------------- | ------- |
| Естафета на 42,195 км | ІталіяФранческо Фортунато Валентина Траплетті | 2:56.45 PB | ЯпоніяІкеда Кокі Окада Куміко | 2:57.04 PB | ІспаніяАльваро Мартін Лаура Гарсія-Каро | 2:57.47 |

## Медальний залік
| Місце               | Країна              | Золото | Срібло | Бронза | Загалом |
| ------------------- | ------------------- | ------ | ------ | ------ | ------- |
| 1                   | КНР                 | 3      | 3      | 1      | 7       |
| 2                   | Іспанія             | 2      | 2      | 4      | 8       |
| 3                   | Перу                | 1      | 1      | 0      | 2       |
| 4                   | Італія              | 1      | 0      | 2      | 3       |
| 5                   | Австралія           | 1      | 0      | 1      | 2       |
| 6                   | Швеція              | 1      | 0      | 0      | 1       |
| 7                   | Японія              | 0      | 3      | 0      | 3       |
| 8                   | Бразилія            | 0      | 0      | 1      | 1       |
| Загалом (8 збірних) | Загалом (8 збірних) | 9      | 9      | 9      | 27      |

## Виступ українців
Склад збірної України для участі в чемпіонаті був затверджений виконавчим комітетом Федерації легкої атлетики України.
| Чоловіки (6) | Чоловіки (6)         | Чоловіки (6)   | Чоловіки (6) | Чоловіки (6)                       |
| Місце        | Атлет                | Дистанція      | Результат    | Командний залік                    |
| ------------ | -------------------- | -------------- | ------------ | ---------------------------------- |
| 34           | Микола Рущак         | 20 км          | 1:23.17 PB   | 8 місце (серед 13 команд) 123 очки |
| 39           | Мар'ян Закальницький | 20 км          | 1:23.47      | 8 місце (серед 13 команд) 123 очки |
| 50           | Віктор Шумік         | 20 км          | 1:25.49 SB   | 8 місце (серед 13 команд) 123 очки |
| 62           | Єгор Шелест          | 20 км          | 1:28.34      | 8 місце (серед 13 команд) 123 очки |
|              |                      |                |              |                                    |
| 26           | Олексій Поліщук      | 10 км (юніори) | 42.35 PB     | 12 місце (серед 17 команд) 64 очки |
| 38           | Едуард Муравський    | 10 км (юніори) | 44.19 PB     | 12 місце (серед 17 команд) 64 очки |

| Жінки (2) | Жінки (2)          | Жінки (2) | Жінки (2)  |
| Місце     | Атлетка            | Дистанція | Результат  |
| --------- | ------------------ | --------- | ---------- |
| 15        | Ганна Шевчук       | 20 км     | 1:32.04 SB |
| 26        | Валерія Шоломіцька | 20 км     | 1:34.51 PB |

| Змішана естафета (3+3) | Змішана естафета (3+3)               | Змішана естафета (3+3) | Змішана естафета (3+3) |
| Місце                  | Атлети                               | Дистанція              | Результат              |
| ---------------------- | ------------------------------------ | ---------------------- | ---------------------- |
| 8                      | Ігор Главан Марія Сахарук            | 42,195 км              | 3:01.03 PB             |
| 22                     | Сергій Світличний Людмила Оляновська | 42,195 км              | 3:05.55 PB             |
| 28                     | Іван Банзерук Олена Собчук           | 42,195 км              | 3:07.29 PB             |